# Мохамед Али Габр
Мохамед Али ас-Саджид Габр (араб. محمد علي السيد جبر‎; 18 сентября 1996) — египетский борец греко-римского стиля, победитель Африканских игр, победитель и призёр чемпионатов Африки.

## Карьера
В марте 2019 года в тунисском Хаммамете стал серебряным призёром чемпионата Африки, уступив в борьбе за чемпионство алжирцу Адему Буджемлину. 22 сентября 2023 года на принимал участие на чемпионате мира в Белграде, где на стадии квалификации уступил греку Лаократису Кесидису, заняв итоговое 24 место. В начале марта 2024 года в Аккре, стал победителем Африканских игр. В марте 2024 года в Александрии на квалификационном турнире Африки и Океании ему удалось завоевать лицензию на Олимпийские игры в Париже.

## Достижения
- Чемпионат Африки по борьбе 2019 — ;
- Чемпионат Африки по борьбе 2022 — ;
- Чемпионат Африки по борьбе 2023 — ;
- Африканские игры 2023 — ;